# Teng Gaozheng
Teng Gaozheng (kinesiska: 滕高正), född 27 augusti 1998 i Guangxi, är en kinesisk parkourutövare.

## Karriär
I oktober 2022 vid VM i Tokyo tog Teng herrarnas första VM-silver i freestyle i den första upplagan av mästerskapet. Han fick 25,5 poäng och besegrades endast av grekiska Dimitris Kyrsanidis som fick 26 poäng.